# Lychnosea runcinaria
Lychnosea runcinaria är en fjärilsart som beskrevs av John Kern Strecker 1899. Lychnosea runcinaria ingår i släktet Lychnosea och familjen mätare. Inga underarter finns listade i Catalogue of Life.